# Filip Przybylski
Filip Przybylski (ur. 23 września 1970 w Warszawie) - lektor, autor tekstów, aktor dubbingowy i filmowy, scenarzysta, muzyk.
Twórca głosów postaci do ponad 3 tys. projektów dla tv, radia, filmu, reklamy, teatru i innych mediów, m.in.: Edek Debeściak (Best Ed) – postać tytułowa, głos Czerwonego w reklamach M&M's, głos Świstaka w reklamach czekolady Milka, głos w edukacyjnej zabawce kalkulator firmy Fisher-Price. Dubbingował kilka postaci w filmie Essential Killing (2010), w reż. Jerzego Skolimowskiego, oraz w audiobooku „Gra o tron”. Jest imitatorem rozpoznawalnych głosów (m.in. J. Himilsbach, głosy polityków). Narrator w programie „Ugotowani” TVN i innych programach tv.

## Życiorys
Ukończył studia na wydziale teatrologii warszawskiej PWST. Przez dwa lata był wolnym słuchaczem na wydziale grafiki warszawskiej ASP.
Grand Prix i Nagroda Publiczności na Festiwalu Piosenki Różnej "Morda" w Warszawie (własne teksty, muzyka i wykonanie); wyróżnienie na festiwalu „Jarmark Piosenki” w Warszawie (1987).
Autor i prowadzący w programach telewizyjnych: program muzyczny „Halo!Gramy”, program dla dzieci „Ye!Ye!Ye!” oraz własny program satyryczny „NOS” (1996–1998).
Autorskie teksty i skecze w pierwszych edycjach programu tv „HBO na stojaka!” (1998–2000).
Prezenter w pierwszym składzie Radio Pogoda stworzonym przez Wojciecha Manna i Jana Chojnackiego (1997–1998).
W latach 1998–2000 był copywriterem w agencji reklamowej NoS/BBDO i za reklamy radiowe otrzymał główne nagrody i nominacje na festiwalach reklamowych: Złote Orły, Kreatura, Tytan, oraz Megafon – przyznana jedyny raz przez prywatnych nadawców radiowych (RMF FM i Radio Zet) nagroda za najlepszą reklamę radiową roku.
Prowadzący i prezenter koncertów, imprez i festiwali, m.in. gala festiwalu Klubu Twórców Reklamy, koncert Włodzimierza Kiniorskiego w radiowym studio Trójki.
Nagroda Yacha na Yach Film Festiwal 2011 w kategorii „Innowacja” za teledysk do piosenki „Biegnę” Lachowicz and the Pigs (autor scenariusza).
Autor scenariusza i współreżyser teledysku "Za lasem" dla L.A.S.
Jako aktor zagrał epizody w filmach Juliusza Machulskiego (Kiler) i Jerzego Stuhra (Pogoda na jutro), serialach Niania, Kasia i Tomek, Piąty Stadion oraz 5 postaci w 20-minutowym filmie reklamowym Wyzwolenie Warszawy dla firmy Americanos.

## Filmografia
- 1997: Kiler – policjant z eskorty
- 2003: Pogoda na jutro – prowadzący telewizyjny show
- 2006: Niania – fotograf
- 2007: Kasia i Tomek – kolega Kasi ze studiów
- 2012: Piąty Stadion – kucharz Ryszard Majewski

### Polski dubbing
- 2002: 8. Mila
- 2002: Mucha Lucha
- 2003: Fałszywa dwunastka
- 2008: Speed Racer
- 2009: Edek Debeściak
- 2010: Essential Killing
- 2011: Happy Feet: Tupot małych stóp 2
- 2014: Pan Peabody i Sherman